# Jill Tarter

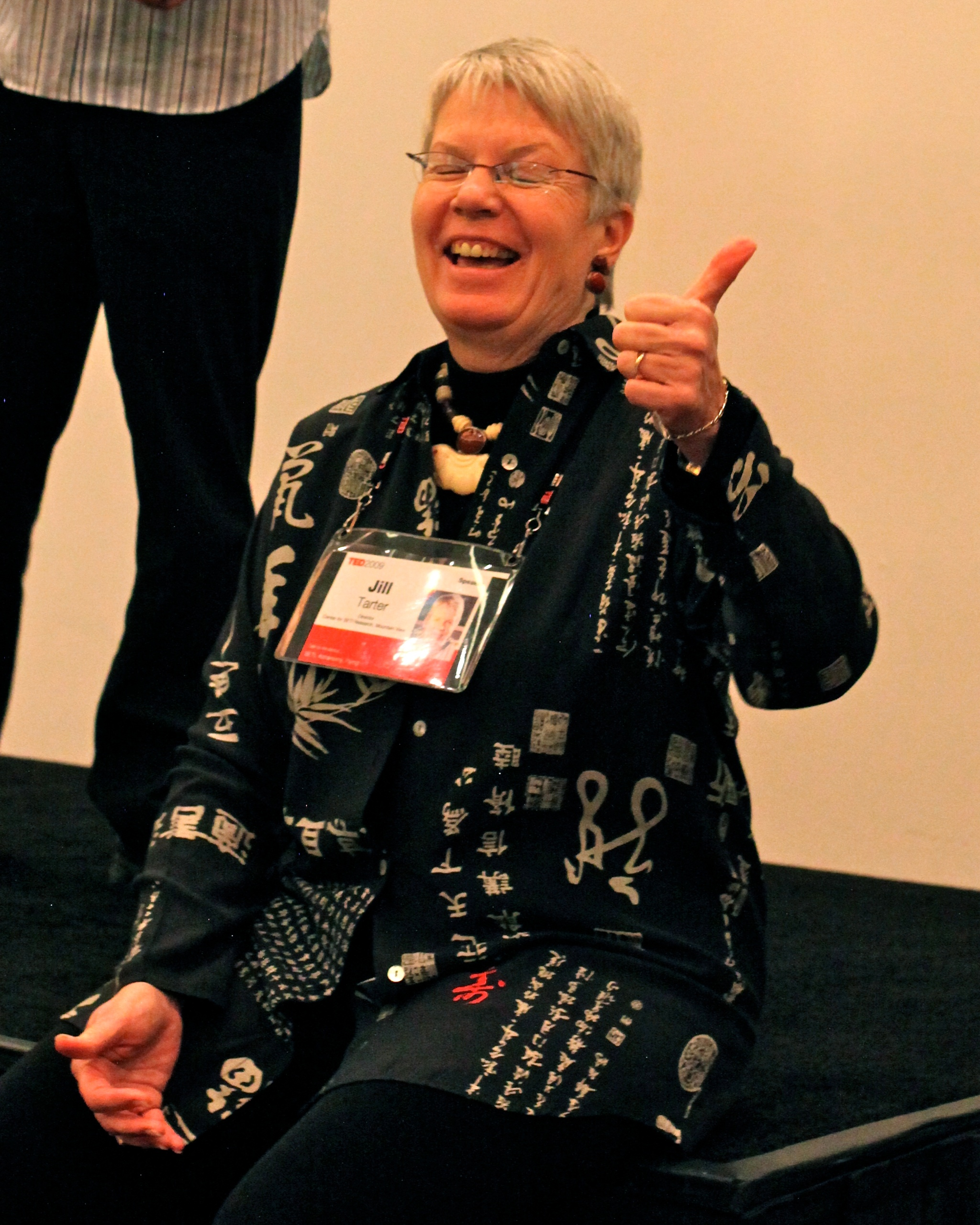
Dr. Jill Tarter op de TED-conferentie in 2009

Jill Cornell Tarter (New York, 16 januari 1944) is een Amerikaanse astronoom en voormalig directeur van het Center for SETI Research van het SETI Institute in Mountain View, Californië. Op 22 mei 2012 werd haar vertrek als directeur aangekondigd bij het instituut, waar zij de Bernard M. Oliver-leerstoel voor SETI bekleedde.
Tarter heeft zich gedurende 35 jaar ingezet voor de wetenschappelijke zoektocht naar buitenaards leven. Ze heeft van diverse organisaties onderscheidingen ontvangen voor haar werk. In 2004 werd ze door het tijdschrift Time opgenomen in de lijst van "100 invloedrijkste mensen ter wereld". In 2009 won Tarter een TED-prijs. Zij is Fellow van het Committee for Skeptical Inquiry. Planetoïde 74824 Tarter is naar haar vernoemd. 
In de speelfilm Contact (1997) is het personage Dr. Ellie Arroway, gespeeld door Jodie Foster, grotendeels gebaseerd op de persoon en het werk van Dr. Jill Tarter. Voorafgaand aan de film heeft de actrice Jill Tarter enkele malen ontmoet als voorbereiding op haar rol.
- Gemeinsame Normdatei: 114132816X
- International Standard Name Identifier: 0000 0003 8566 3649
- Library of Congress Control Number: nr90016094
- MusicBrainz: 9374a32f-24a4-4cf7-9d80-a5b4ecd03cbc
- Système universitaire de documentation: 19399304X
- Virtual International Authority File: 241398655
- WorldCat: E39PBJc83HKMwxtfBgWTJyTGpP